# دهستان رحمت (مرودشت)
دهستان رحمت نام دهستانی در بخش سیدان شهرستان مرودشت، استان فارس در ایران است. براساس سرشماری مرکز آمار ایران در سال ۱۳۸۵، جمعیت آن ۱۱۴۸۷ نفر (۲۷۲۸ خانوار) بوده‌است.